# Tutti convocati
Tutti convocati è un programma radiofonico trasmesso da Radio 24 e condotto da Carlo Genta con la collaborazione di Pierluigi Pardo e Giovanni Capuano.
La trasmissione, in onda in diretta dagli studi di Radio 24 in viale Sarca 223 a Milano dal lunedì al venerdì dalle 14 alle 15 e la domenica dalle 17.05 col nome Tutti convocati weekend, propone interviste con numerosi ospiti e commenta gli avvenimenti dell'attualità sportiva con l'intervento telefonico dei radioascoltatori.
Si avvale spesso dell'intervento di Leo Turrini in merito alla Formula 1 e all'Inter. Il giornalista in genere esordisce dicendo di esser in coda sulla "Pero-Cormano".